# Manoir de Saint-Ouen
Le manoir de Saint-Ouen est un monument historique situé dans la paroisse de Saint-Ouen sur l'île de Jersey. Ce manoir est la demeure ancestrale de la puissante famille Carteret qui fut au Moyen Âge, la dynastie des seigneurs de Saint-Ouen.

## Historique
Le premier seigneur de Saint-Ouen fut Renaud Ier de Carteret, mais la première mention de cet édifice date de 1135.
Le château a été profondément remanié au XVIIe siècle.
La maison et le terrain sont encore aujourd'hui un domaine privé de la famille de Carteret. Le manoir est parfois ouvert au public lors de réceptions, cérémonies ou mariages.